# خردل (چاشنی)

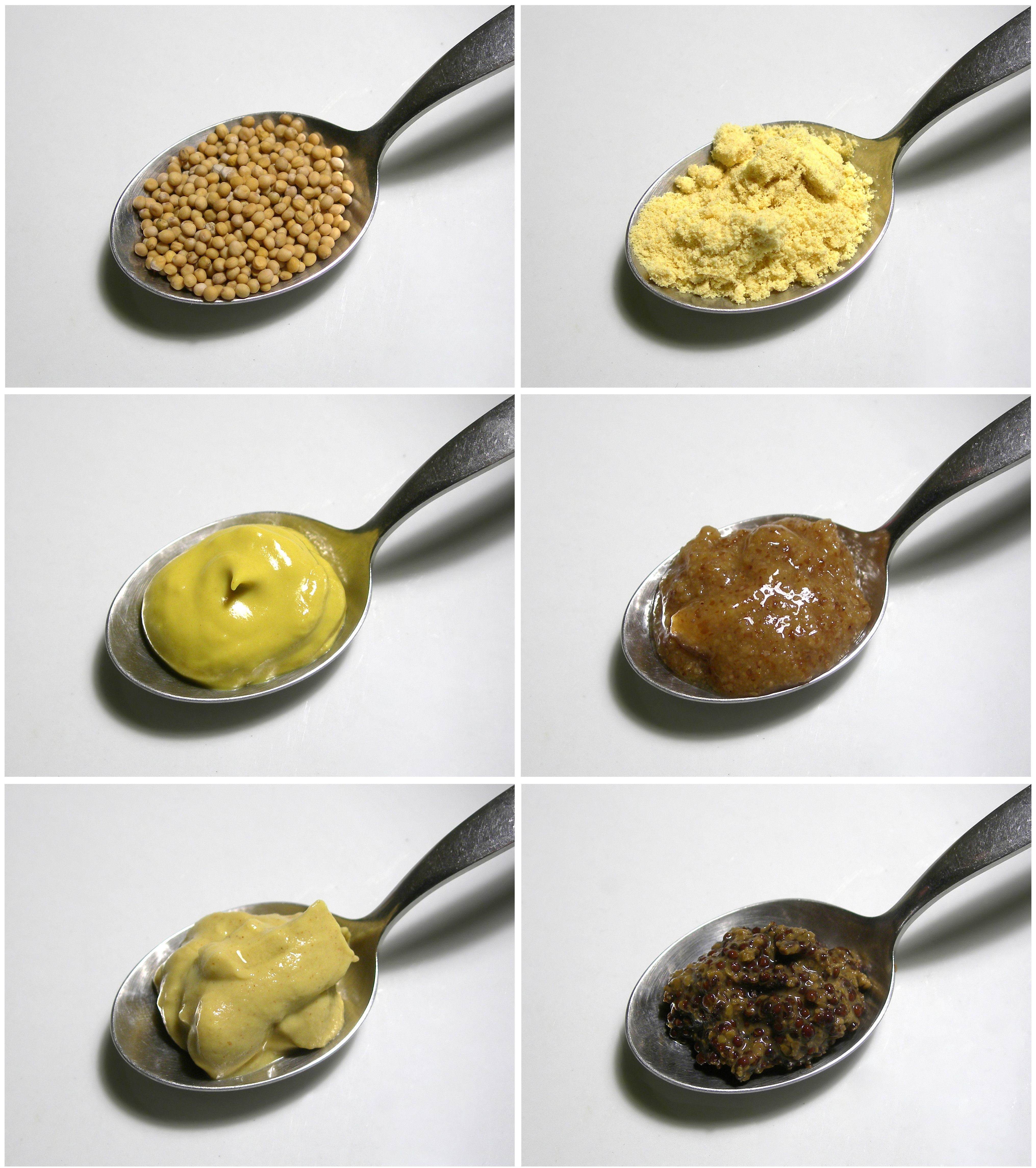
دانه‌های خَردَل و انواع سس خَردَل در رنگ‌های مختلف

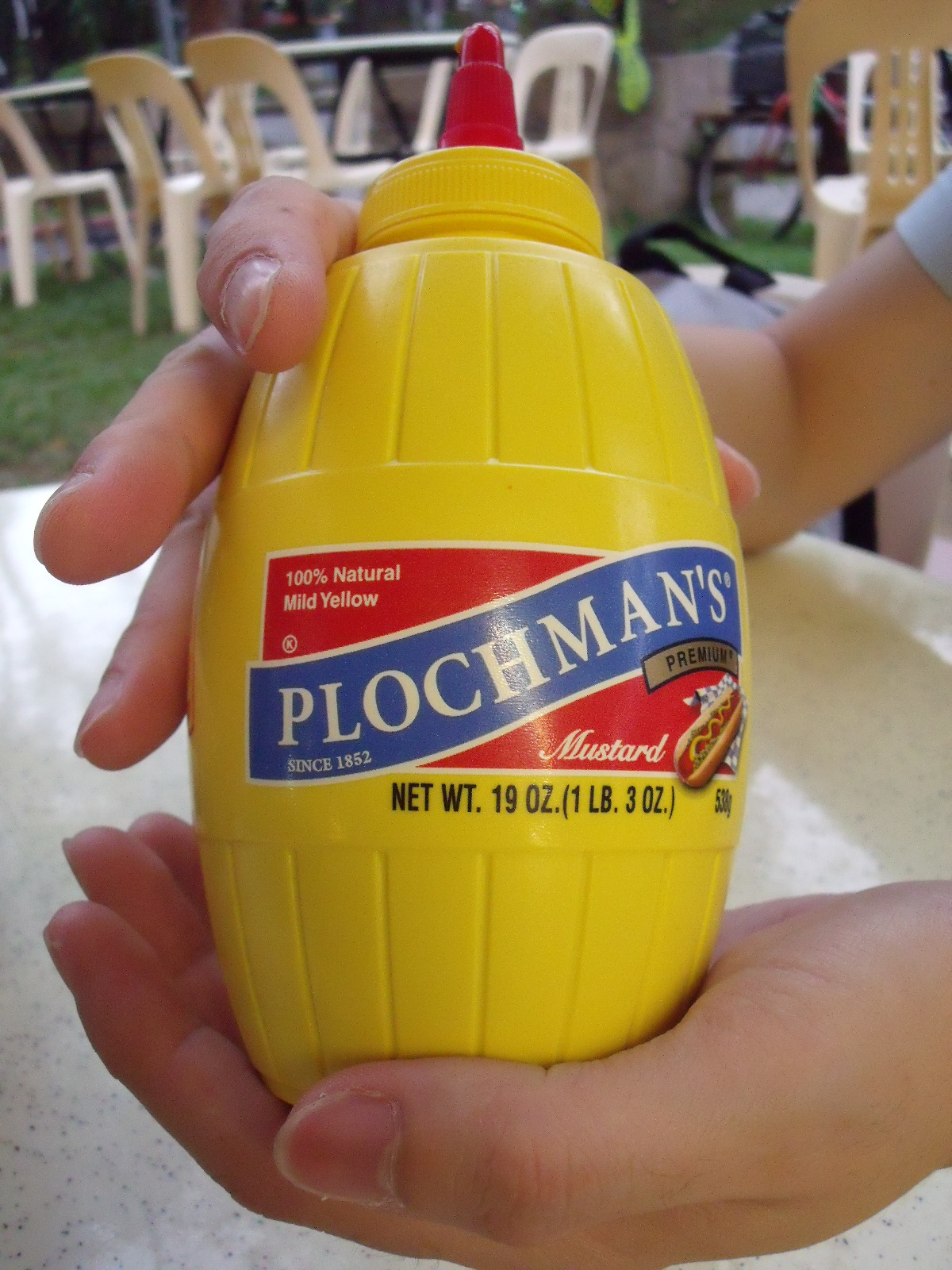

دانه‌های خَردَل را با آب، نمک، آبلیمو یا آبغوره و ادویه‌جات و چاشنی‌های دیگر مخلوط می‌کنند تا خمیر یا سس خردل به وجود آید. رنگ این سُس از زرد روشن تا قهوه‌ای تیره متغیر است. خردل اغلب دارای طعمی تند است.
در خَردَل انگلیسی از سرکه استفاده نمی‌شود، درحالی‌که در خردل فرانسوی یا دیژون از سرکه استفاده می‌شود و طعم ملایمی در مقایسه با خردل انگلیسی دارد. مصرف خردل در برخی موارد می‌تواند سبب آلرژی شود. خردل یکی از سس‌های محبوب است که به روی ساندویچ، همبرگر و هات‌داگ سرو می‌شود.
خردل دارای انواع متنوعی مانند خردل زرد، خردل آبجوی آمریکایی، خردل دیژون، خردل شیرین، خردل عسلی، خردل میوه‌ای، خردل تند، خردل ایرلندی، خردل استرالیایی و خردل روسی و بسیاری دیگر می‌باشد.
به‌علت خاصیت ضدباکتری خردل لازم نیست در یخچال نگهداری شود زیرا باکتری‌های مضر در ان رشد نخواهند کرد. البته اگر در یخچال نگهداری نشود تندی خود را سریع‌تر از دست می‌دهد و بهتر است در جای بسته، تاریک و خنک نگهداری شود. اگر خردل برای مدت زیادی خارج از یخچال بماند ممکن است تلخ شود. خردل حاوی مقادیر زیادی سلنیوم و امگا۳ است. دانه‌های خردل، باعث کاهش حملات میگرنی می‌شود، به این منظور باید پوست سر خود را با روغن خردل ماساژ دهید؛ این کار مقاومت مو را نیز به‌طور قابل توجه بهبود بخشیده و از ریزش مو جلوگیری می‌کند.
فرآورده‌های خردل و روغن خردل به‌طور مؤثر برای قرن‌ها به منظور کاهش فشار خون بالا و جلوگیری از تصلب شرایین مورد استفاده قرار گرفته‌اند. آن‌ها همچنین به بهبود ایمنی بدن کمک کرده و به مبارزه با بی‌خوابی کمک می‌کنند. دانه‌های خردل در درمان مسائلی مانند اضطراب، اختلالات روانی، اثرات تنش و افسردگی، برونشیت، ناكارآمدي جنسی، نشانه‌های یائسگی و بسیاری مشکلات دیگر مفید هستند.
کشورهای آمریکا، انگلستان، صربستان، آلمان، فرانسه، کرواسی، اتریش، بلژیک، کلمبیا، فنلاند، ایتالیا، هلند، لهستان، اسلواکی، سوئیس و ترکیه از تولیدکنندگان مهم خردل هستند.